# Яды животных
Яды животных (зоотоксины) — токсические вещества различной химической природы, вырабатываемые животными организмами и используемые ими в целях защиты или нападения. По химической структуре выделяют яды белковой и небелковой природы. Первые (олиго- и полипептиды, ферменты) чаще встречаются у «вооруженных» активно-ядовитых животных (змеи, насекомые, паукообразные, медузы) и действуют в основном при парентеральном введении, так как многие из них разрушаются пищеварительными ферментами. Животные с «невооруженным» ядовитым аппаратом, а также пассивно-ядовитые часто вырабатывают яды небелковой природы, ядовитые и при поступлении внутрь (например, токсические алкалоиды амфибий, токсины некоторых рыб, моллюсков)).
Вероятно, на начальном этапе эволюции возникли виды животных, способные аккумулировать ядовитые метаболиты в тканях и органах (вторично-ядовитые животные). Впоследствии некоторые из них приобрели способность вырабатывать яд в специальных органах (первично-ядовитые). Возможно, вначале это происходило в результате усиления защитной функции наружного слоя тела, затем — путём образования специализированных органов на базе желез внешней и внутренней секреции. К примеру, ядовитый аппарат перепончатокрылых связан с половой системой, у змей и моллюсков — с пищеварительной.
Изучением зоотоксинов занимается зоотоксинология (раздел токсинологии).

## Яды морских беспозвоночных

### Моллюски
В яде таких головоногих моллюсков, как осьминоги Octopus dolfleini и Octopus vulgaris, каракатица Sepia officinalis, обнаружены биогенные амины (тирамин, дофамин, норадреналин, гистамин) и токсические белки (цефалотоксин). Токсин не имеет холинестеразного и аминопептидазного действия, но оказывает паралитическое действие на ракообразных. Цефалотоксин из задних слюнных желёз O. dolfleini, представляет собой гликопротеид, содержащий остатки 18 аминокислот и углеводы, в том числе гексозамин. У человека укус осьминога вызывает боль, зуд и местное воспаление. Смертельным для человека ядом обладает австралийский осьминог Hapalochlaena maculosa.
В гипобронхиальных железах брюхоногих моллюсков вида Murex brandaris вырабатывается токсин небелковой природы — мурексин. Являются аналогом ацетилхолина, М-холин-миметиков, что определяет его патологическое воздействие на организм жертвы моллюска. Он создает пространственный блок анионного центра и эстеразного центра фермента ацетилхолинэстеразы, что вызывает её инактивацию. В результате этого фермент не может гидролизировать ацетилхолин и в синапсах нервной системы создается гиперконцентрация нейромедиатора

### Иглокожие
Среди токсинов иглокожих наиболее изучены сапонины морских звёзд и голотурий. Астеросапонины А и В (у Asterias amurensis) при гидролизе дают стероидные агликоны — астерогенины I и II, серную кислоту и сахара (D-хиновозу, D-фукозу, D-ксилозу, D-галактозу), обладают гемолитическим и ихтиотоксическим действием, блокируют нервно-мышечную передачу у позвоночных.
Голотурии, в частности Cucumaria japonica, содержат цитотоксические тритерпеновые гликозиды — голотоксины, стихопозиды, кукумариозиды. Цитотоксическое действие последних может быть связано с влиянием на проницаемость мембран и транспорт кальция. Данные гликозиды обладают фунгицидным действием.
Токсины морских ежей имеют белковую природу.

### Губки
Губки содержат разнообразные физиологически активные вещества с антибиотическими, цитостатическими и токсическими свойствами. В их числе сесквитерпеноиды, гетероциклические соединения, стерины, биогенные амины и токсические белки, например, суберитин из пробковой губки Suberites domuncula. Это гомогенный белок с нейротоксической активностью, обусловленной наличием в молекуле остатков триптофана. Суберитин гемолизирует эритроциты, способен гидролизировать АТФ, оказывает паралитическое действие на крабов. При внутривенном введении собакам и кроликам вызывает рвоту, расстройство ЖКТ, нарушения координации, геморрагии внутренних органов, но при приёме через рот не токсичен.

### Медузы
Все медузы обладают развитой системой стрекательных щупалец. То есть ядовиты абсолютно все взрослые особи! Укус медузы правильнее называть уколом, зубов у желеобразной, прозрачной хищницы нет. Зато есть стрекала — они-то и помогают обездвиживать добычу.
Красивые и грациозные, медузы снискали славу опасных хищников. Прикосновение гладкого студенистого тела к ноге или животу во время купания само по себе неприятно — но касание щупалец несет в себе порой серьёзную угрозу. Токсичным яд медузы остается некоторое время даже после гибели животного.
Жгучая боль, температура, отёки — первые признаки укуса. Место соприкосновения с щупальцем быстро краснеет, может покрыться пузырьками, как после ожога крапивой. Вероятность серьёзных проблем со здоровьем возрастает, если соприкосновение с ядовитым хищником было длительным. В том случае, если купальщика атаковало сразу несколько особей, симптомы носят более выраженный характер.
Многократные укусы медуз могут привести к болевому шоку, пораженный участок нестерпимо болит. У человека повышается температура, возможна аллергическая реакция.

## Яды членистоногих

### Паукообразные
У скорпионов действующие вещества яда представлены нейротоксическими полипептидами, одни из которых парализуют насекомых (инсектотоксины), другие действуют на млекопитающих. Инсектотоксины из яда Buthus eupeus состоят из 33-36 аминокислотных остатков и стабилизированы четырьмя внутримолекулярными дисульфидными связями. Нейротоксины для млекопитающих содержат 65-67 аминокислотных остатков и также имеют четыре дисульфидные связи. Механизм действия нейротоксинов основан на замедлении скорости инактивации быстрых натриевых каналов электровозбудимых мембран, что вызывает стойкую деполяризацию. Эти токсины находят применение в изучении молекулярных механизмов передачи нервных импульсов.
В состав яда паука каракурта входят нейротоксины белковой природы, а также ферменты — гиалуронидаза, фосфодиэстераза, холинэстераза, кининаза. Основное действующее вещество — нейротоксин α-латротоксин, состоящий из двух связанных субъединиц по 1042 аминокислотных остатков. Токсин связывается с белком-рецептором в пресинаптическом нервном окончании, при этом комплекс токсин — рецептор образует канал для ионов кальция, которые входят внутрь нервного окончания, в результате чего ускоряется высвобождение нейромедиатора, его запасы быстро истощаются и развивается полный блок нервно-мышечной передачи. В яде содержится также β-латротоксин. Они используются для изучения функционирования нервных мембран.
Яд тарантула также содержит токсические полипептиды и ферменты — гиалуронидазу, протеазы, эстеразы аргининовых эфиров, кининазу, а также спермин, спермидин, путресцин и кадаверин. У членистоногих яд вызывает паралич вследствие нарушения синаптической передачи и деполяризации мембран. У млекопитающих он повышает сосудистую проницаемость, что ведёт к геморрагии и некрозам, а также вызывает у позвоночных сокращения гладкой мускулатуры из-за увеличения проводимости кальциевых каналов.

### Насекомые
- Перепончатокрылые

- Жесткокрылые

Многие жуки для защиты от врагов выпрыскивают капельки токсичной гемолимфы (кровопрыскание). Гемолимфа жуков семейства нарывниковых (майки, нарывники, шпанские мушки), способная вызывать папулёзный дерматит, содержит кантаридин, препараты которого ранее применялись в медицине. Вызывает дерматит и гемолимфа синекрылов, содержащая педерин, способный блокировать синтез белка в цитоплазме эукариот. Божьи коровки выделяют окрашенную гемолимфу, горький вкус которой придают алкалоиды адален и кокцинеллин. Жуки-бомбардиры используют для защиты принцип ферментативного катализа. При этом перекись водорода и гидрохиноны под действием соответственно каталазы и пероксидазы дают воду, молекулярный кислород и хиноны, и под давлением образовавшегося газа едкая смесь выстреливается в виде аэрозоля. Чернотелки и жужелицы выделяют бензохиноны и толуилхиноны. Жуки-плавунцы выделяют млечную жидкость, содержащую 11-дезоксикортикостерон, который у позвоночных является предшественником альдостерона.

## Яды позвоночных

### Рыбы
Среди хрящевых и костных рыб имеются виды в той или иной степени опасные для человека. Ядовитыми представителями хрящевых рыб являются скаты-хвостоколы и некоторые акулы. Среди ядовитых костных рыб известны морской окунь (Sebastes), европейский звездочет (Uranoscopus scaber), большой дракончик (Trachinus draco), маринка (Schizothorax) и другие рыбы.
Ядовитых рыб можно разделить на активно- и пассивно-ядовитых. Постоянное нахождение в такой специфической среде обитания, как вода, наложило свой отпечаток на формирование защитных приспособлений, в том числе и ядовитых. Слизистые железы, характерные для водных организмов, обеспечивают не только улучшение гидродинамических характеристик тела, но и выполняют защитные функции. Этой же цели служат различные колючки и шипы, нередко снабженные специализированными ядовитыми железами, ведущими свое происхождение от слизистых желез кожи. Сочетание в ядовитом аппарате ранящего приспособления с железой, вырабатывающий ядовитый секрет, можно наблюдать у скатов, скорпеновых и других рыб. Это пример совершенной формы вооруженного ядовитого аппарата, которую можно условно отнести к «индивидуальным средствам химической защиты».
Другой тип защиты — надорганизменный, популяционный — связан с локализацией токсинов преимущественно во внутренних органах тела, особенно в половых. Неслучайно концентрация токсинов у таких рыб максимальна в период нереста, что можно трактовать как адаптацию, направленную на поддержание численности популяции. Примером тому могут служить представители сем. Карповых (Cyprinidae), имеющие ядовитые половые продукты (маринка, осман и др.).
Рыба фугу содержит смертельную дозу тетродотоксина во внутренних органах, в основном в печени и икре, желчном пузыре и коже. Печень и икру рыбы фугу нельзя употреблять в пищу вообще, остальные части тела — после тщательной специальной обработки. Яд обратимо (способен метаболизироваться) блокирует натриевые каналы мембран нервных клеток, парализует мышцы и вызывает остановку дыхания. В настоящее время не существует противоядия, единственная возможность спасти отравившегося человека состоит в искусственном поддержании работы дыхательной и кровеносной систем до тех пор, пока не закончится действие яда. Несмотря на лицензирование работы поваров, готовящих фугу, ежегодно некоторое количество людей, съевших неверно приготовленное блюдо, погибает от отравления.

### Амфибии
Амфибии относятся к невооружённым активно-ядовитым животным. Ядовитые представители встречаются в отрядах Бесхвостые и Хвостатые. Среди компонентов секрета ядовитых желёз преобладают токсические стероидные алкалоиды, которые не разрушаются в организме жертвы пищеварительными ферментами при попадании через рот.
В состав яда саламандр входят такие стероидные алкалоиды, как самандарин, самандарон, циклонеосамандарон и другие, а также серотонин и гемолитические белки. Для алкалоидов яда саламандры характерно наличие семичленного азепинового гетероцикла и оксазолидинового кольца. Яд обладает нейротоксическим, сердечно-сосудистым и бактерицидным действием, активно всасывается через неповреждённые слизистые покровы. Возможно, действует как источник природных лигандов бензодиазепиновых рецепторов ЦНС позвоночных.
Яды жаб могут содержать действующие вещества различных групп. Среди них производные индола — триптамин, серотонин, буфотенин и другие. Буфотенин — диметильное производное триптамина (N,N-диметил-5-окситриптамин), его четвертичная соль — буфотенидин. Вероятно присутствие в яде катехоламинов, в частности адреналина. Основное значение имеют кардиотонические стероиды, представленные свободными и связанными генинами — буфогенинами. Генины имеют в качестве боковой цепи шестичленное лактонное кольцо и носят название буфадиенолиды. В качестве минорных компонентов присутствуют и карденолиды, близкие по строению к сердечным гликозидам растений. Из ферментов в достоверных количествах обнаружена фосфолипаза A2. Яд обладает галлюциногенным, сильным кардиостимулирующим действием, стимулирует дыхание, действует на передачу нервного возбуждения.
Жерлянки выделяют пенистый ядовитый секрет, содержащий буфотенин и буфотенидин, гемолитический белок из двух субъединиц и полипептид бомбезин из 14 аминокислотных остатков, содержащийся также в нервной системе млекопитающих и регулирующий секрецию пищеварительных желёз. Яд проявляет амилазную, фосфатазную, протелитическую активность и лизоцимподобное действие.

### Пресмыкающиеся

#### Ящерицы
Ядозубы (лат. Helodermatidae) — семейство ядовитых ящериц, состоящее из единственного рода Heloderma, включающего 2 современных вида ящериц, которые распространены преимущественно на юго-западе США и в Мексике.
В состав ядовитого аппарата ядозубов входят парные ядовитые железы, ведущие к зубам протоки желёз, и зубы.
Яд вырабатывается видоизменёнными подчелюстными и подъязычными слюнными железами, расположенными по бокам снизу у передней половины нижней челюсти. Снаружи железы имеют вид вздутий снизу челюсти. Каждая железа окружена соединительнотканной капсулой, которая образует внутри септы (перегородки), разделяющие железу на 3 или 4 крупные доли. Отходящие от капсулы и крупных септ мелкие перегородки, делят доли на многочисленные дольки. Яд по нескольким протокам поступает в ротовую полость к наружной стороне наиболее крупных зубов нижней челюсти.
Зубы ядозубов длинные и изогнутые назад, несут на передней и задней поверхностях бороздки, имеющими острые режущие края. Бороздка на передней поверхности зуба более глубокая. У взрослых жилатье всего 41-45 зубов: 18 на зубной кости, 16-18 на верхнечелюстной и 7-9 на переднечелюстной. Наиболее крупные зубы на зубной кости достигают в длину у жилатье 5,0 мм, у эскорпиона — 6,0 мм, соответственно длина зубов на верхнечелюстной кости равна 3,2 и 4,5 мм, на переднечелюстной — 2,0 и 2,3 мм. Наиболее глубокие бороздки расположены на зубах, сидящих на переднем крае зубной (от четвёртого до седьмого зуба) и верхнечелюстной кости. Зубы, сидящие на краю предчелюстной, имеют слабо выраженные бороздки, а зубы, сидящие в середине предчелюстной, обычно не имеют бороздок. Выпавший или сломанный зуб быстро заменяется новым. Зубы окружены складкой слизистой оболочки и вдоль всех зубов нижней челюсти проходит желобок, образованный выстилкой ротовой полости. По этому желобку яд свободно растекается и достигает основания зубов. Яд заполняет бороздки зубов за счёт капиллярного эффекта. Зубы верхней челюсти смачиваются ядом при закрывании рта и соприкосновении зубов.
Во время укуса дёсны отодвигаются, что не только освобождает зубы, но и увеличивает давление на ядовитые железы. При укусе зубы почти на полсантиметра уходят в тело жертвы. Из-за несовершенства ядовитого аппарата при укусе ящерица вынуждена удерживать свою жертву некоторое время для того, чтобы яд проник внутрь тела.
Укусы человека ядозубами довольно редки и обычно являются следствием неосторожного обращения с ящерицей при отлове или содержании в неволе.
Клиническая картина отравления характеризуется прежде всего сильной болью в месте укуса, которая может длиться от 0,5-8 ч и более (в зависимости от тяжести отравления). В месте укуса развивается отёк, который прогрессивно нарастает в течение нескольких часов. У укушенных людей наблюдается слабость, головокружение. Эти симптомы могут быть связаны со снижением артериального давления, наблюдаемым во время отравления. Дыхание учащено, слизистые, как правило, синюшные, наблюдаются лимфадениты. Очень часто места укуса кровоточат, отмечается тромбоцитопения. Несмотря на повреждения тканей в месте укуса, некрозы наблюдаются редко. Однако в рану может попасть вторичная инфекция.
Лечение отравления ядом ядозуба (хелодерматизма) в целом носит симптоматический характер.

#### Птицы
Постоянно ядовитыми птицами являются синеголовая ифрита, а также весь род дроздовых мухоловок, или питоху. Эти птицы содержат небелковый яд батрахотоксин. 
К непостоянно ядовитым птицам относятся шпорцевый гусь и обыкновенный перепел. Токсичность шпорцевых гусей обусловена поеданием ядовитых насекомых, таких как нарывники. Токсичность перепела обусловена поеданием семян пикульников. 

### Млекопитающие
По мнению палеонтологов миллионы лет назад нашу планету населяло большое количество ядовитых млекопитающих. К такому выводу специалисты пришли после того, как были частично реконструированы останки доисторического животного, известного как бизоналвеус брауни, жившего около 60 миллионов лет назад. Было установлено, что нижние клыки были наделены специальными каналами, по которым в тело жертвы проникал яд.
До наших дней дожило всего несколько видов ядовитых млекопитающих, которые считаются боковыми ветвями эволюции
- Утконосы — одни из немногих ядовитых млекопитающих. В молодом возрасте у самцов и самок утконосов на задних лапах находятся роговые отростки — шпоры. У самок со временем они отпадают, а у самцов наоборот — укрепляются и продолжают расти. В момент полового созревания шпоры наполняются смесью ядов. Яд способен убить волка, лису или дикую собаку, для человека он менее опасен -токсин вызовет лишь сильную боль и отек поврежденных тканей. Однако у чувствительных людей, действие яда утконоса может вызвать анафилатический шок и даже привести к смерти.
- Толстые лори — единственный известный род ядовитых приматов. Яд выделяется железами на передних конечностях. В смеси со слюной яд или размазывается по голове, чтобы отпугивать хищников, или держится во рту, позволяя лори особенно болезненно кусаться. Яд толстых лори способен вызвать удушье и смерть не только у мелких животных, но даже и человека. Втёртый в мех яд служит также защитой от паразитов. В структуре яда толстых лори обнаружен белок, близкий к «кошачьему аллергену» Fel-d1. Поскольку у кошек этот белок используется как средство видового опознания и для того, чтобы «столбить» территорию, зоологи высказывают предположение, что и яд толстых лори мог играть схожую роль как минимум на определённом этапе их эволюции. Исследователи толстых лори выдвигают также гипотезу, согласно которой развитие ядовитых желез у этого рода связано с мимикрией. Яд толстых лори, согласно этой гипотезе, как и чёрные «очки» вокруг глаз и шипящие звуки, издаваемые в момент опасности, призван придать этим приматам сходство с очковой змеёй
- Щелезубы — слюна слабо ядовита. Яд вырабатывается в подчелюстной слюнной железе, проток которой открывается у основания второго нижнего резца, снабжённого глубокой бороздкой. По силе яда щелезубы также близки к заднебороздчатым ужеобразным змеям — укус этих зверьков опасен только для мелких животных. Не имеют иммунитета к собственному яду.
- Скунсы — вонючая жидкость, которую скунсы, защищаясь, выплескивают в напавших на них, содержит так же ядовитые вещества, обладающие раздражающим действием на кожу и слизистые оболочки. При попадании такой жидкости в глаза, зрение восстанавливается только спустя 10 суток.